# Вертолетоносач
Вертолетоносачът е разновидност на самолетоносачите, специално предназначен за носене на вертолети, самолети СВИК и поради това без самолетно оборудване за излитане и кацане (катапулт, спирачни въжета).
Като правило едновременно е противолодъчен или десантен кораб. Може да има в състава на авиокрилото си няколко самолета с вертикално или свръхкратко излитане.

## Разновидности
Разновидности вертолетоносачи:
- противолодъчен крайцер-вертолетоносач
- универсален десантен кораб, вкл.
  - десантно-вертолетен кораб-док

Родоначалници на строителството на вертолетоносачи и от двата типа са САЩ. Американските и английските крайцери-вертолетоносачи (в т.ч. и предаваните на Франция, Канада, Австралия, Нидерландия) са създавани чрез преоборудване на други типове кораби – леки самолетоносачи, японските – от миноносци (разрушители). Специализирани крайцери-вертолетоносачи строят СССР, Франция, Италия. Вертолетоносачи-универсални десантни кораби, освен САЩ, от скоро строят също и Франция, Испания (в т.ч. за Тайланд), Япония, Южна Корея, Австралия (съвместно с Испания). Също така свои вертолетоносачи-универсални десантни кораби създава и Русия.
В СССР вертолетоносачите се строят само като противолодъчни, планираното създаване на десантни вертолетоносачи не се състои.

## Противолодъчни крайцери-вертолетоносачи
Двете вълни на бурното развитие на подводните сили – по време и след Втората световна война – водят до необходимостта от усилване на противолодъчните сили. Особено значение това придобива към началото на 1960-те г., когато в бойно патрулиране започват да излизат атомните подводни лодки с балистични ракети. Единият от пътищата за решаване на въпроса е въвеждането в бойния състав на флотовете на специални вертолетоносещи кораби, способни да извършват ефективно издирване на ПЛ на голяма дистанция от брега на достатъчно голяма акватория. САЩ, разполагащи с голям брой специализирани противолодъчни самолетоносачи, не изпитват необходимост от постройката на специални кораби от този тип, за това и крайцерите-вертолетоносачи се появяват във флотите на европейските страни и СССР. Обаче първите патрулиращи вертолетоносачи са преоборудваните самолетоносачи от времето на втората световна война от флотовете на САЩ и Великобритания, които при това съхраняват и противолодъчните си самолети.

### Европейски крайцери-вертолетоносачи
Първият противолодъчен вертолетоносач става френският противолодъчен крайцер „Jeanne d’Arc“, влязъл в строй през 1964 г. и способен също да действа и като десантен вертолетоносач и като учебен кораб. През същата година италианският флот получава два крайцера от типа „Caio Duilio“, а по-късно и тяхната увеличена версия „Vittorio Veneto“. Последният може да носи на борда си до 9 противолодъчни вертолета. Британският флот в периода 1964 – 69 г. преустройва три чисто артилерийски крайцера от типа „Tiger“ на крайцери-вертолетоносачи, носещи по 4 вертолета. Оценката за този тип кораби се оказва толкова висока, че и бъдещите леки самолетоносачи от типа „Invincible“ първоначално също са планирани за крайцери-вертолетоносачи с авиогрупа от шест тежки вертолета.

### Съветски крайцери-вертолетоносачи
Първите предложения за строителство на крайцери-вертолетоносачи са издигнати през 1958 г. като опит са се спасят от разразване на почти готовите крайцери от проекта „68-бис“ за сметка на тяхното преустройство в кораби за ПЛО с противолодъчно въоръжение. Но размерите на крайцерите тогава изглеждат на командването на ВМФ за прекомерни и разработката на проекта 1123 „Кондор“ започва през 1960 г. от „бял лист“. Първият противолодъчен крайцер от проекта „Москва“ влиза в строй през 1967 г. и се оказва достатъчно ефективен кораб за ПЛО благодарението на наличието на борда му на 14 противолодъчни вертолета и мощна хидроакустична станция (ХАС). Вторият крайцер – „Ленинград“ – влиза в състава на флота след две години. Цялата си служба корабите прекарват в състава на Черноморския флот, действайки обикновено в акваторията на Средиземно море. Първоначално се предполага построяването на серия от 12 крайцера, но резкия ръст на бойните възможности на ракетните атомни ПЛ, особено в плана далечина на стрелбата с балистични ракети, ограничава серията само до тези два кораба. Строителството на третия крайцер от проекта 1123 е отменено през 1968 г. още преди залагането му. Въпреки това, „Кондорите“ изиграват важна роля в развитието на съветските авионосни кораби.

## Десантни вертолетоносачи
Според западната класификация десантен вертолетоносач (на английски: Landing Platform, Helicopter; LPH) се нарича десантен кораб, единствения способ за сваляне на десанта при който са вертолетите.
Първите десантни вертолетоносачи (и вертолетоносачи въобще) са преустроените от леки самолетоносачи американски Sangamon и британски Bulwark, предназначени за стоварване и прикритие на десант. Последният участва в Суецката криза през 1956 г.
Първата американска специално създадена серия десантни вертолетоносачи става „Иводжима“. Френският вертолетоносач Жана д’Арк също има възможности да се използва и като десантен.
По опита от експлоатацията става ясно, че „чистите“ десантни вертолетоносачи са способни да свалят прекалено малко за своята водоизместимост количество десант в една вълна (нормално 6÷8 вертолета, максимум 12), поради което тяхното строителство е прекратено в полза на вертолетоносещи транспорти-докове и универсални десантни кораби. Съответно, в болшинството случаи съвременните десантни вертолетоносачи са с официалното наименование УДК (в т.ч. и големите серии „Уасп“, „Тарава“, „Америка“ на САЩ, „Токто“ на Южна Корея, „Мистрал“ на Франция), по-рядко се среща и миноносец-вертолетоносач („Хюга“ Япония).
В Съветския съюз десантни вертолети носи големият десантен кораб „Иван Рогов“ от проекта 1174, но поради прекалено малкият брой вертолети той все пак не може да се отнесе към пълноценните вертолетоносачи. Истински десантни вертолетоносачи трябва да са корабите от проекта 11780, отменен поради разпада на СССР.